# 로베르 에르뱅
로베르 에르뱅(프랑스어: Robert Herbin, 1939년 3월 30일~2020년 4월 27일)은 프랑스의 전 축구 수비수이자 감독이다.
생-테티엔에서 현역 시절 전부를 보낸 그는 11년 동안 친정을 지휘했다. 그는 리그 1을 선수 시절에 5번 제패했고, 감독으로서도 4번을 제패했고, 1976년 유러피언컵 결승전에도 진출했지만, 햄던 파크에서 열린 이 경기에서 바이에른 뮌헨에 패했다.
그는 본래 파리 태생이나, 오페라 드 니스에서 트롬본을 연주하는 부친을 따라 유년 시절에 니스로 이주했다. 그는 18세에 2.5M Fr(2020년 기준 €3,600에 상응하는 가치)에 생-테티엔으로 입단했다.
에르뱅은 1983년 2월 생-테티엔이 비자금 스캔들이 터진 가운데 해임되었고, 이후 초록 군단의 전성기가 끝났다. 그는 이후 지역 경쟁 구단인 리옹의 감독이 되었지만, 3달 후의 강등을 막지 못했고, 이후 디비시옹 2에서 리옹을 2년 동안 계속 지도했다. 사우디아라비아의 알-나스르에서 목돈을 만지고, 스트라스부르를 거친 그는 1987년에 생-테티엔 감독으로 재취임했지만, 3년 동안 과거의 성공을 재현해내지 못했다.
그는 풍성한 붉은 머리카락과, 차분한 성격으로 회자되어 "스핑크스"(Le Sphinx)라는 별칭이 붙었다. 은퇴 후, 그는 생-테티엔 인근에서 독신으로 반려견과 살았고, 사회적 접촉을 피했고, 알코올과 담배 의존증에 시달렸다.